# 토머스 벡

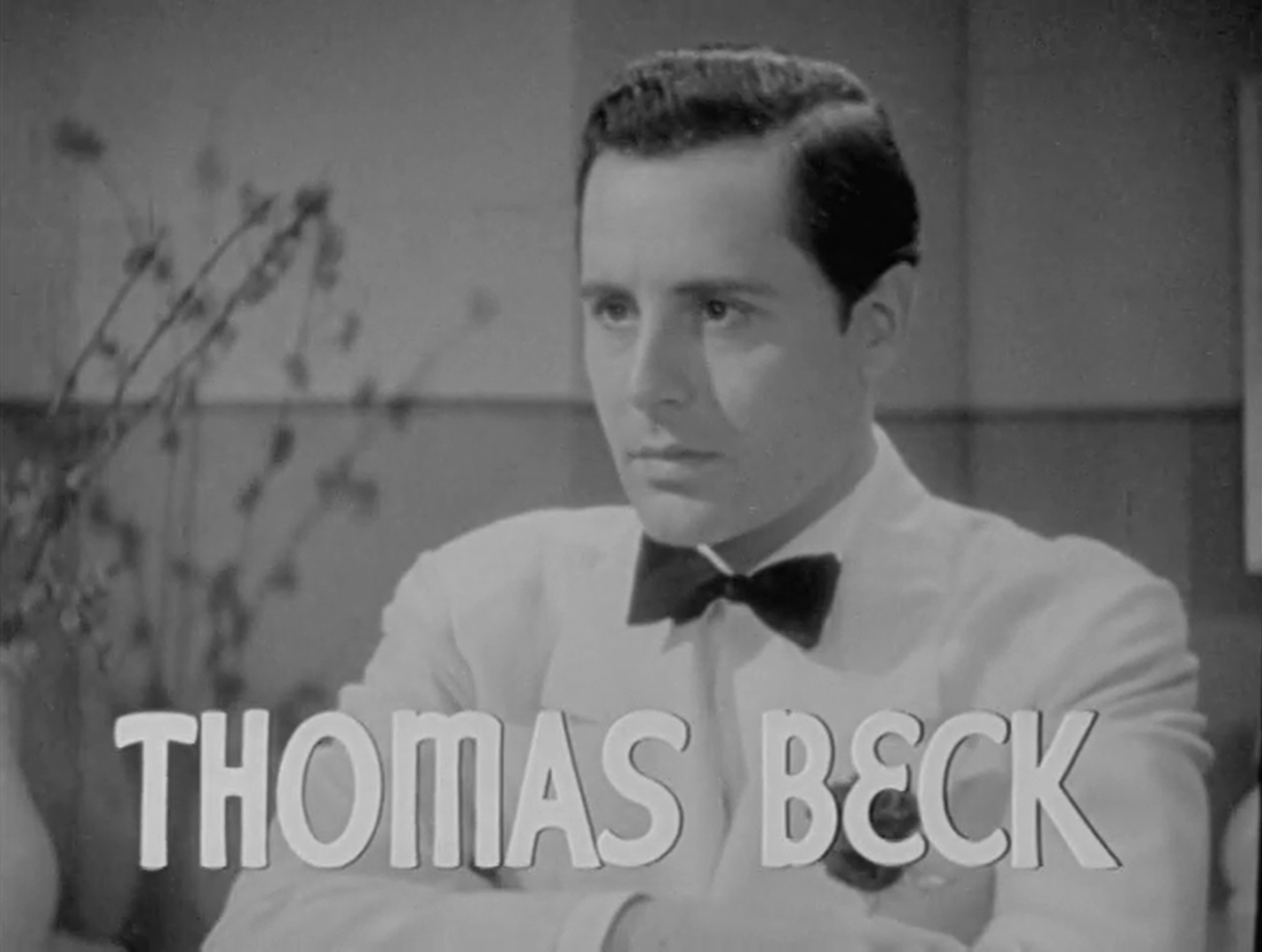

토머스 벡(Thomas Beck, 1909년 12월 29일 ~ 1995년 9월 23일)은 미국의 배우이다.
뉴욕에서 태어났다.

## 영화
- 하이디 (1937년)
- 7번째 하늘 (1937년)
- 뮤직 이즈 매직 (1935년)